# Neba
Neba (jap. 根羽村 Neba-mura) – wieś w Japonii, na wyspie Honsiu, w prefekturze Nagano. Według danych na rok 2020 miejscowość zamieszkiwało 852 mieszkańców , a gęstość zaludnienia wyniosła 9,5 os./km².